# Hôtel de Marne
L'Hôtel de Marne est un hôtel particulier situé à Bar-le-Duc dans le département de la Meuse en région Lorraine.
Il est en partie inscrit depuis le 3 février 1988 et en partie classé depuis le 30 décembre 1992.

## Présentation
L'Hôtel de Marne est un hôtel particulier de style Renaissance construit au XVIe siècle. Son nom est tiré de celui de la famille qui l'a habité.

## Historique
Le trumeau de la cheminée du premier étage est inscrit aux monuments historiques le 3 février 1988, et la façade et la toiture sur rue, ainsi que la cage d'escalier et son décor sont classés le 30 décembre 1992.